# فرناندو غوميز دي جيسوس
فرناندو غوميز دي جيسوس (بالبرتغالية: Fernando Gomes de Jesus‏) هو لاعب كرة قدم برازيلي في مركز الوسط، ولد في 12 مايو 1986 في ريو دي جانيرو في البرازيل. لعب مع جمعية بورتوغيزا الرياضية ونادي ساو باولو ونادي شريف تيراسبول ونادي غوياس ونادي فلامنغو ونادي فلومينينسي.

## وصلات خارجية
- فرناندو غوميز دي جيسوس على موقع قاعدة بيانات كرة القدم.إي يو (الإنجليزية)
- فرناندو غوميز دي جيسوس على موقع Soccerway.com (الإنجليزية)
- فرناندو غوميز دي جيسوس على موقع AS.com (الإسبانية)